# 震卦

震卦

震卦，簡稱震，為八卦的其中一卦，畫做☳，代表雷。同時為六十四卦之中的第五十一卦，上下卦都是八卦之中的震卦，就是☳，都是代表雷，所以震卦就畫成䷲。為方便記住卦象，有個名叫震為雷。

## 卦辭
亨。 震來虩虩，笑言啞啞。 震驚百里，不喪匕鬯。
彖曰：震，亨。 震來虩虩，恐致福也。笑言啞啞，後有則也。 震驚百里，驚遠而懼邇也。 出可以守宗廟社稷，以為祭主也。
象曰：洊雷，震；君子以恐懼修身。

## 爻辭
初九：震來虩虩，後笑言啞啞，吉。
六二：震來厲，億喪貝，躋于九陵，勿逐，七日得。
六三：震蘇蘇，震行無眚。
九四：震遂泥。
六五：震往來厲，億無喪，有事。
上六：震索索，視矍矍，征凶。 震不於其躬，於其鄰，無咎。 婚媾有言。